# Chery A1
Chery A1 – samochód osobowy klasy subkompaktowej produkowany pod chińską marką Chery w latach 2007–2015.

## Historia i opis modelu

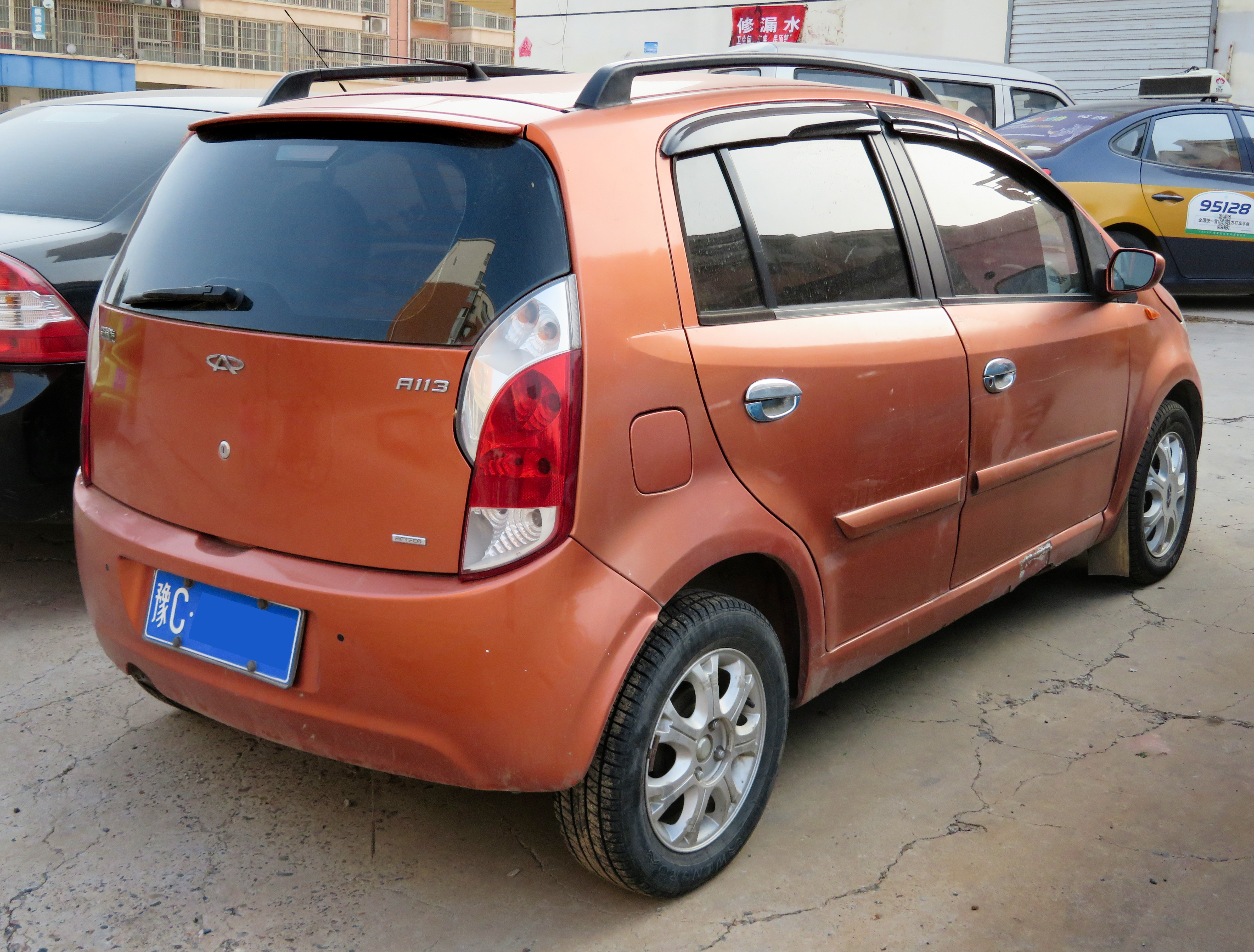
Chery A1 - tył

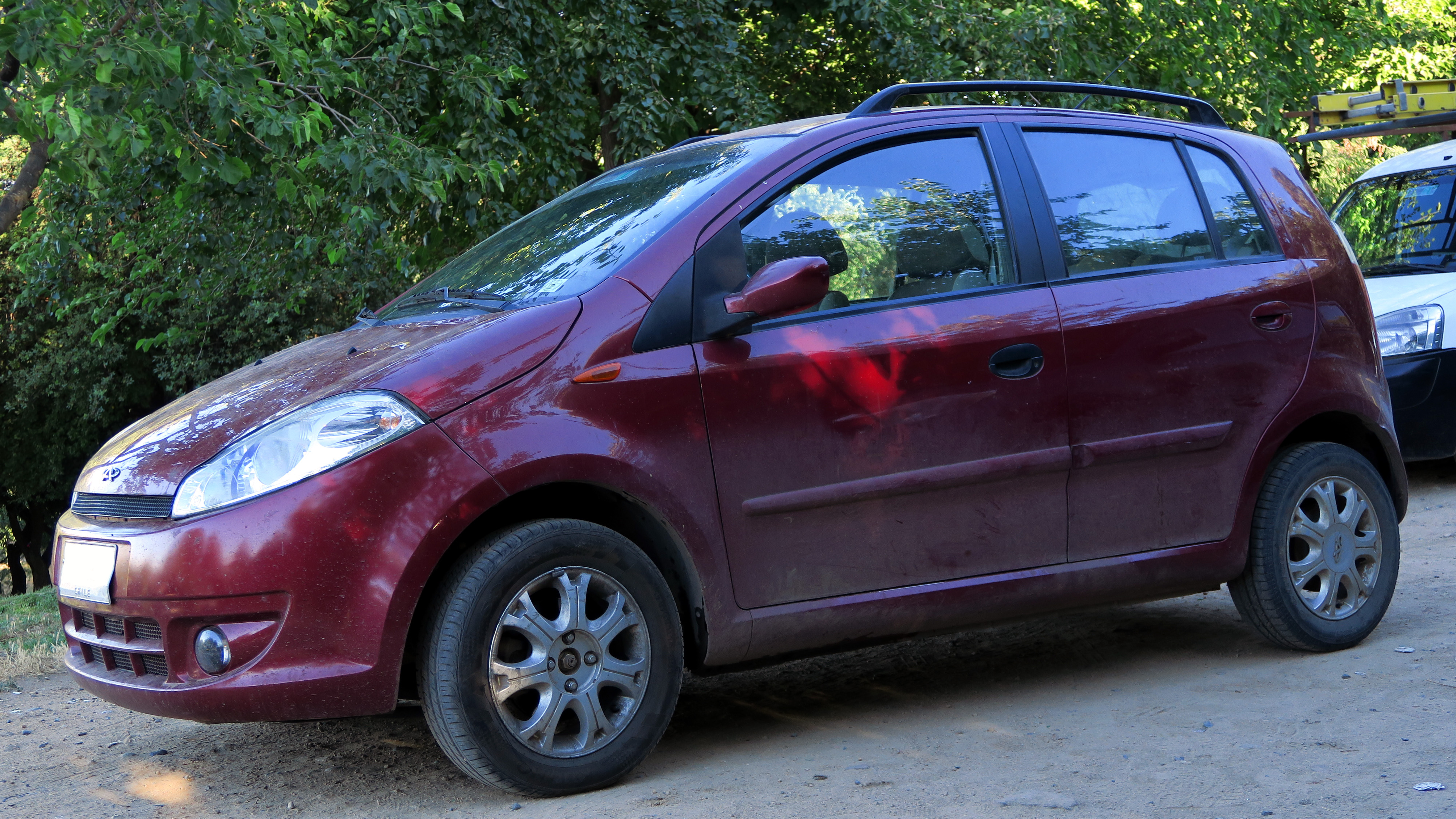
chilijskie Chery Face

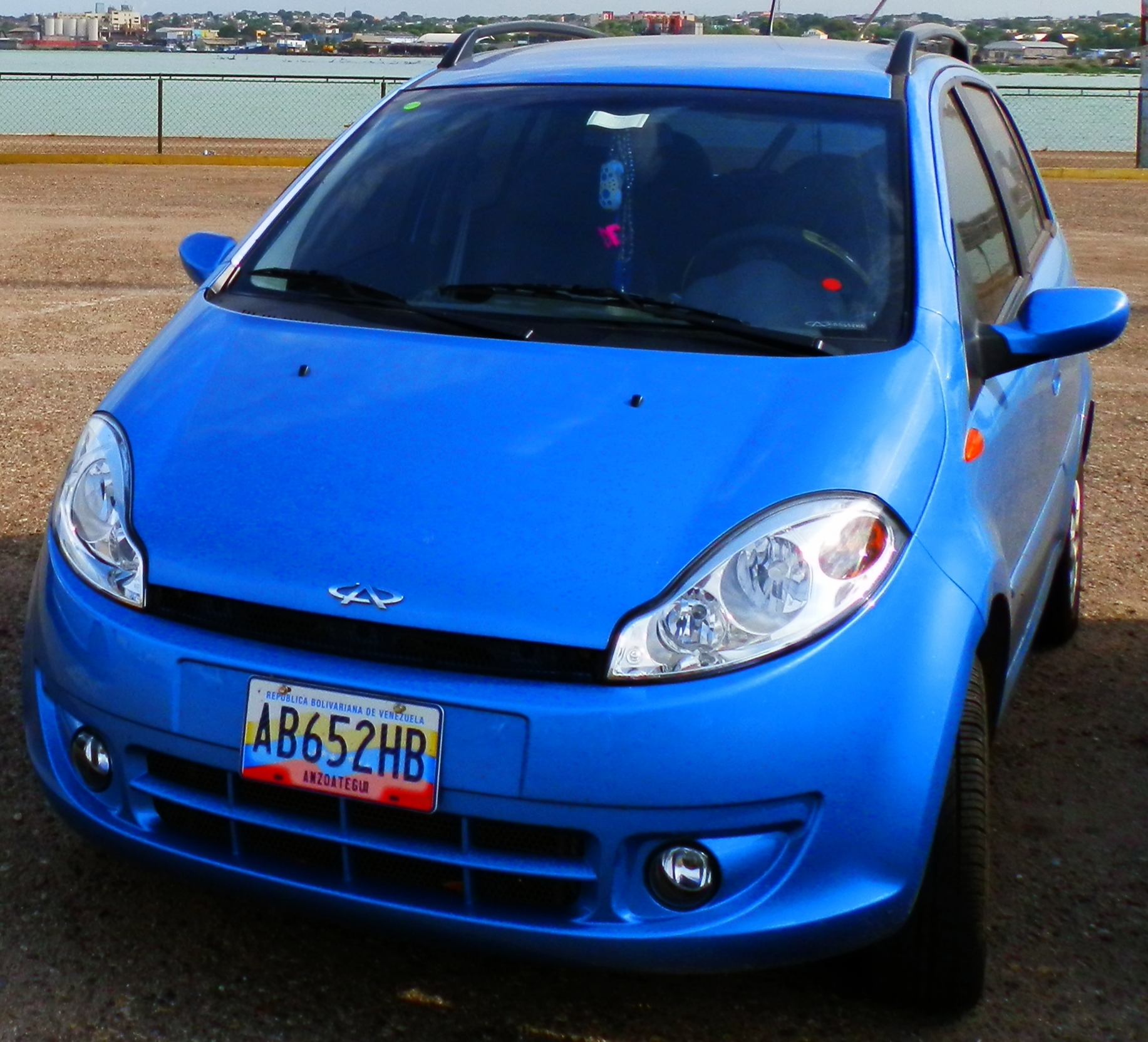
wenezuelskie Chery Arauca

W kwietniu 2007 roku podczas targów Shaghai Auto Show chińskie Chery przedstawiło nowy, niewielki tani samochód miejski A1 mający zwiększyć rynkową reprezentację w tej klasie samochodów dotychczas obsadzonej przez mniejsze QQ. 5-drzwiowy hatchback otrzymał projekt opracowany przez włoskie studio projektowe Bertone, wyróżniając się foremnym nadwoziem ze strzelistymi reflektorami i charakterystycznymi, pionowymi lampami tylnymi.
Kabina pasażerska utrzymana została w futurystycznym wzornictwie, z minimalistyczną konsolą centralną wykoczoną matowym, srebrnym plastikiem, a także centralnie umieszczonym kolorowym wyświetlaczem prezentującym m.in. obraz z radia czy opcjonalnej kamery cofania. Analogowe zygary otrzymały formę trzech tub separujących każdy z instrumentów.
Do napędu Chery A1 wykorzystane zostały dwa benzynowe silniki: trzycylindrowy, 1-litrowy o mocy 68 KM oraz mocniejszy, 1,3 litrowy o mocy 82 KM.

### Lifting
Wiosną 2011 roku Chery A1 przeszło niewielką restylizację, która skoncentrowała na innym wkładach lamp tylnych oraz przeprojektowanej desce rozdzielczej. Zastosowano nową konsolę centralną z okrągłymi nawiewami, a także bardziej konwencjonalnie stylizowany zestaw przyrządów i cyfrowe zegary tworzone przez jeden główny wyświetlacz.

### Sprzedaż
A1 było jednym z pierwszych samochodów chińskiej Chery, które powstały z myślą o globalnych rynkach zbytu i trafiły do masowej sprzedaży, niekiedy wraz z lokalną produkcją, poza Chinami, przybierając liczne nazwy. Na sąsiednim Tajwanie uruchomiono lokalną produkcję i sprzedaż pod nazwą Chery Fresh, z kolei w Turcji, Rosji i na Ukrainie samochód zasilił lokalne portfolio jako Chery Kimo. W Australii jako jeden z najtańszych nowych samochodów w momencie debiutu w 2011 roku sprzedawano jako Chery J1, w Indonezji otrzymał on nazwę Chery Campus, a w Ameryce Południowej - Chery Face. Wyjątkiem był tam rynek wenezuelski, gdzie lokalnie produkowany wariant nazwano Chery Arauca.
Na rynku serbskim oraz macedońskim samochód trafił do sprzedaży w 2013 roku jako Chery Ego, z czego na tym pierwszym lokalny importer oferował także wariant przerobiony na 2-miejscowego vana z przedziałem transportowym. Egipska firma Speranza Motors lokalnie wytwarzała Chery A1 pod nazwą Speranza A113.
Nietypowym wątkiem w historii Chery A1 jest krótkotrwała współpraca na początkowym etapie produkcji z amerykańskim Dodge, które użyczyło swoich znaków towarowych oraz sieci dealerskiej w celu sprzedaży chińskiego hatchbacka w Meksyku. Samochód miał docelowo trafić tam do sprzedaży poprzez eksport z zakładów w Wuhu z końcem 2008 roku pod nazwą Dodge Breeze. Projekt nie doczekał się jednak realizacji, kończąc się na jednym przedprodukcyjnym egzemplarzu sfotografowanym z logotypami i nazwą modelu.

### Silniki
- R3 1.3l 68 KM
- R4 1.3l 82 KM